# Jesús Navarro Guitart
Jesús Navarro Guitart (Lleida, 1962) és un historiador, gestor cultural i comissari d'exposicions català.
Llicenciat en història contemporània per la Universitat de Barcelona i en història de l'art per la Universitat de Lleida, també realitzà estudis de Màster en Arxivística a la UB, i un Màster en Gestió d'Institucions i Empreses Culturals i altre Màster en Art Actual: Anàlisi i Gestió, a l'Institut de Formació Contínua de la UB.
Des de l'any 1994 Navarro Guitart és el director del Museu d'Art Jaume Morera de Lleida. També és membre de la Comissió Assessora de Patrimoni Cultural Català de la Generalitat de Catalunya des de l'any 2007, i forma part del consell de redacció de la revista catalana de museologia Mnemósine des del 2004. A més, és membre fundador de l'Associació de Museòlegs de Catalunya i membre del Consell Internacional de Museus (ICOM).
En la seva trajectòria com a investigador, s'ha especialitzat en l'art de finals del Segle XIX i del XX, especialment del relacionat amb Lleida i Catalunya en general. Ha publicat monografies dedicades a les trajectòries d'importants artistes lleidatans, com Jaume Morera i Galícia (1854-1927). Una aproximació biogràfica a l'home i el seu paisatge (1999), Xavier Gosé. El ilustrador de la vida moderna (2012), Antoni Lamolla. Biografia d'un pintor (2012), Albert Vives i Iglesias. 1926-1983 (1996), Ernest Ibàñez (1996), Víctor. P. Pallarès (1998) i El grup Cogul. 1964-1965 (2003). Ha estat comissari d'exposicions dedicades a tots aquests artistes i a Carlos de Haes, Josep Vallribera i Falcó i Rosa Siré i Cabré, entre d'altres. També ha publicat la Història del Museu Morera. 1915-1990 (1990), ha coordinat la publicació Els tresors dels Museus de Lleida (2006) i a intervingut en l'obra Els arxius de museu (2000).